# Cajanus marmoratus
Cajanus marmoratus là một loài thực vật có hoa trong họ Đậu. Loài này được (Benth.) F.Muell. miêu tả khoa học đầu tiên.